# Couronnement de la reine Victoria
Le couronnement de la reine Victoria a eu lieu le jeudi 28 juin 1838, un peu plus d'un an après son accession au trône du Royaume-Uni à l'âge de 18 ans. La cérémonie a eu lieu à l'abbaye de Westminster après une procession publique dans les rues de Buckingham Palace, à laquelle la reine est retournée plus tard dans le cadre d'une deuxième procession.
La planification du couronnement, dirigée par le Premier ministre, Lord Melbourne, a commencé au niveau du Cabinet en mars 1838. Face aux diverses objections de nombreux partis, le Cabinet a annoncé samedi 7 avril que le couronnement serait à la fin de la session parlementaire de juin. Il était budgétisé à 70 000 £, ce qui représentait plus du double du coût du couronnement « à prix réduit » de 1831, mais considérablement moins que les 240 000 £ dépensés lorsque George IV a été couronné en juillet 1821. Un élément clé du plan était la présentation de l'événement à un public plus large.
En 1838, les chemins de fer nouvellement construits étaient capables de livrer un grand nombre de personnes à Londres et on estime que quelque 400 000 visiteurs sont arrivés pour gonfler les foules qui se pressaient dans les rues pendant que les deux processions avaient lieu et remplissaient les parcs où la restauration et les divertissements étaient disponibles. Hyde Park a été le théâtre d'une immense foire, dont une ascension en montgolfière. La foire devait se dérouler sur deux jours, mais a finalement été étendue à quatre jours par la demande populaire. Green Park a présenté un feu d'artifice la nuit après la cérémonie. Le couronnement a coïncidé avec une période de beau temps et l'ensemble de l'événement a été généralement considéré comme un grand succès par la presse et le grand public, bien que ceux qui se trouvaient à l'intérieur de l'abbaye aient été témoins de beaucoup d'incidents et de confusion, principalement en raison du manque de temps de répétition. Dans l'ensemble du pays, il y a eu une opposition considérable au couronnement des radicaux, en particulier dans le nord de l'Angleterre.

## Contexte et planification
La reine Victoria succède à son oncle le roi Guillaume IV le 20 juin 1837. Son premier Premier ministre a été Lord Melbourne, avec qui elle a développé une étroite amitié personnelle, et durable, et ce jusqu'au décès de ce dernier. Jusqu'en 1867, la disparition de la Couronne déclenchait automatiquement la dissolution du Parlement : le vote lors des élections générales suivantes eut lieu entre le 24 juillet et le 18 août. Le résultat a été une victoire pour Melbourne, dont le gouvernement du parti Whig a été ramené au pouvoir pendant quatre ans. Leur majorité sur le parti d'opposition conservateur (anciennement conservateur) a été réduite de 112 à 30 sièges. Melbourne a été le principal acteur de la planification, de la préparation et de la mise en œuvre du couronnement de Victoria.
Le cabinet de Melbourne a entamé des discussions formelles sur le sujet du couronnement en mars 1838. Un facteur majeur dans la planification était que le couronnement était le premier à avoir lieu depuis la réforme de la loi de 1832, lorsque le gouvernement a radicalement remodelé la monarchie. En ce qui concerne la cérémonie elle-même, l'extension de la franchise signifiait qu'environ 500 députés seraient invités à y assister, en plus de la pairie. Une plus grande considération a été la nécessité d'impliquer le grand public d'une manière ou d'une autre, et Melbourne a défendu la coutume séculaire d'une procession publique se déroulant dans les rues de Londres. Il y avait eu une procession en 1831, mais un itinéraire beaucoup plus long était prévu pour 1838, qui comprenait un nouveau point de départ au palais de Buckingham. Des processions antérieures s'étaient déroulées de la Tour de Londres à l'Abbaye. La procession de Victoria serait la plus longue depuis celle de Charles II en avril 1661. Des échafaudages pour les spectateurs seraient construits tout au long du parcours. Selon les rapports contemporains, cet objectif a été atteint, un rapport indiquant qu'il n'y avait quasiment « aucun endroit vacant sur l'ensemble de [l'itinéraire] qui n'était pas occupé par des galeries ou des échafaudages ». Le diariste Charles Greville a déclaré que le principal objectif du plan gouvernemental était d'amuser et d'intéresser les travailleurs ordinaires. Il a conclu plus tard que le « grand mérite » du couronnement était que tant de choses avaient été faites pour le peuple.
En termes de coût, le gouvernement était déchiré entre les extrêmes du couronnement somptueux de George IV en 1821 et de l'événement « à prix réduit », surnommé la « demi-couronne-ment » (en anglais « Half Crown-ation », qui avait été organisée pour Guillaume IV en 1831. Il a décidé d'autoriser un budget de 70 000 £ ce qui représentait un compromis entre deux extrêmes de 240 000 £ (1821) et 30 000 £ (1831).

## Objections
Les plans du gouvernement pour le couronnement ont suscité de nombreuses critiques de la part de ses opposants. Pour différentes raisons, les Tories et les Radicaux se sont opposés à ce que le couronnement soit transformé en un jour de célébration populaire, pour être vu par un public aussi large que possible. Les objections des conservateurs, formulées pour la plupart à l'avance, étaient que les plans du gouvernement de consacrer une grande partie des dépenses à la longue procession publique portaient atteinte à la dignité traditionnelle des cérémonies à Westminster, qui seraient « dépouillées de majesté par l'utilitarisme benthamite ». La gauche radicale, y compris le mouvement chartiste qui était largement anti-monarchiste, pensait que l'occasion était beaucoup trop chère.

Une perception douteuse qui a prévalu a été l'identification du nouveau monarque avec le parti Whig. Ce serait un problème pendant les premières années du règne de Victoria, conduisant à la soi-disant crise de la chambre à coucher en 1839 sur ce qui était à l'époque considéré comme la nature politique des nominations de ses dames d'honneur. De plus, le parti Whig a exploité le nom de Victoria dans sa campagne électorale, suggérant qu'un monarque d'une nouvelle génération signifierait inévitablement le progrès de la réforme. Guillaume IV et son épouse Adélaïde de Saxe-Meiningen avaient de fortes sympathies conservatrices, tandis que la mère et l'homonyme de Victoria étaient connus pour favoriser les Whigs. On a supposé - dans une certaine mesure correctement - que Victoria elle-même avait été élevée pour avoir des vues similaires. Cela se reflétait dans les ballades populaires vendues dans les rues, dont Victoria avait dit : 
Je ferai quelques retouches,

Je gagnerai le droit du peuple,

J'aurai un Parlement radical

Ou ils ne logent pas ici ce soir.
La décision du gouvernement de renoncer à certaines traditions, notamment le banquet exclusif à Westminster Hall et les rituels médiévaux comme le fait d'avoir un champion monarchique jetant un gant, a été considérée par l'aristocratie conservatrice comme un camouflet. À la Chambre des lords, des plaintes ont été déposées contre la procession d'une jeune fille en public (Victoria avait dix-neuf ans), ce qui la mettrait « exposée au regard de la population ». Sur le plan commercial, une association de commerçants de Londres s'est opposée à la date prévue, déclarant qu'ils avaient besoin de plus de temps pour commander leurs marchandises. Ils ont préféré une date en août.
Il y avait des objections génériques au couronnement, qui étaient basées sur une opposition sous-jacente à la monarchie en tant qu'institution. L'historienne Lucy Worsley estime que sans la popularité de Victoria en tant que jeune femme, contrairement à ses oncles, en particulier le méprisé George IV, la monarchie aurait été « une institution en danger ». Il y avait une opinion que, dans une ère de réforme, le couronnement serait un anachronisme médiéval.
La campagne de protestation des conservateurs comprenait plusieurs réunions publiques et une lettre ouverte du marquis de Londonderry au lord-maire de Londres et aux échevins et commerçants, publiée dans The Times le samedi 2 juin. La campagne a culminé avec le discours de Londonderry à la Chambre des Lords sur une motion, quand il a demandé à la Reine de reporter le couronnement jusqu'au 1er août afin qu'il puisse être effectué avec « la splendeur appropriée ».
La gauche radicale, dont la presse s'est plainte des dépenses au cours de la période qui a précédé la journée, s'est concentrée sur la tentative d'atténuer l'enthousiasme du public. Ils ont eu un certain succès dans le nord de l'Angleterre. À Manchester, une campagne organisée par les syndicats et d'autres groupes a réduit la participation au cortège local organisé par le conseil municipal à un tiers du taux de participation au couronnement précédent,. Dans plusieurs villes manufacturières du nord de l'Angleterre, les chartistes ont coordonné des manifestations anti-monarchistes.

## Procession publique et foule

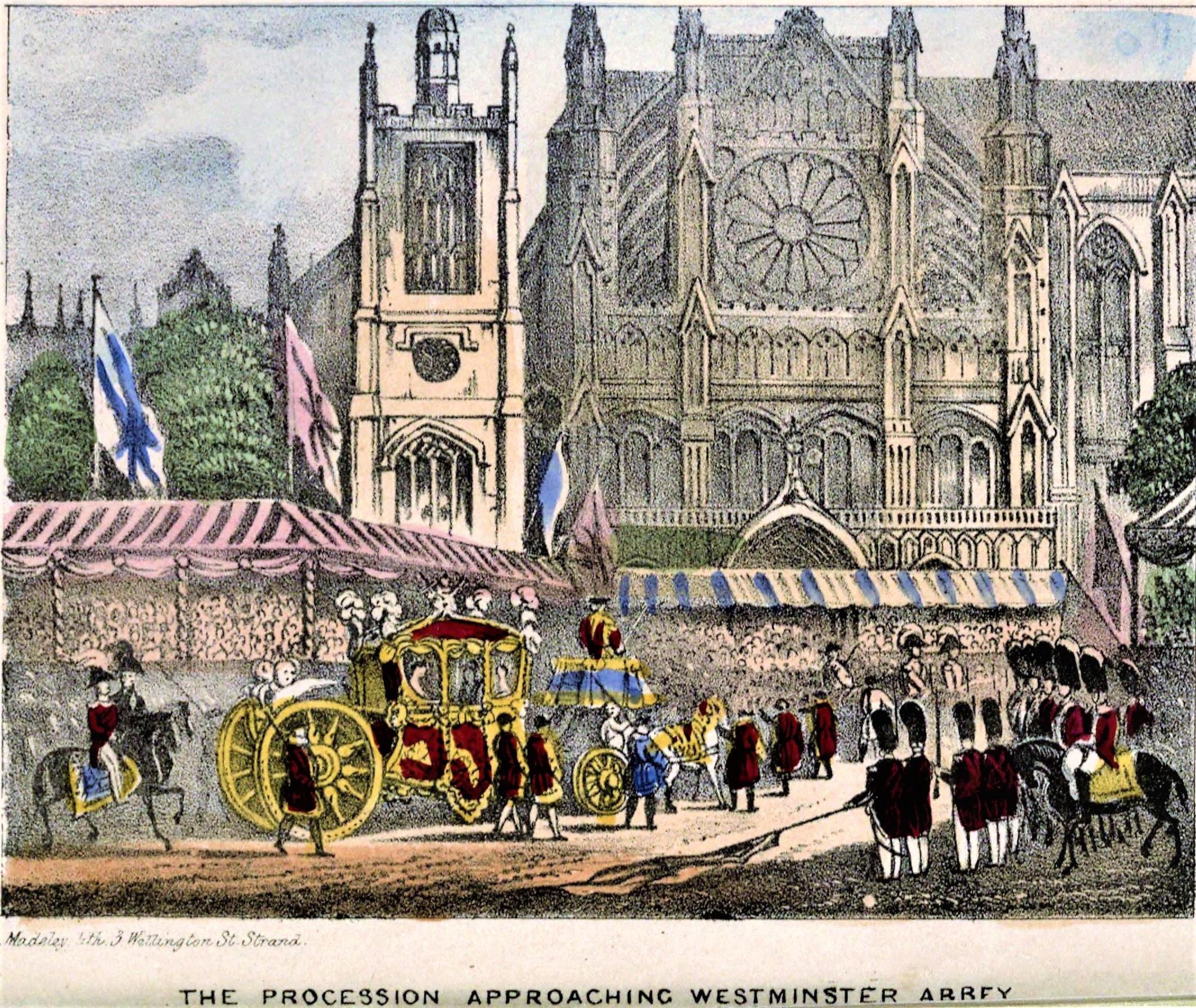
Une illustration du livre pour enfants Visite de Peter Parley à Londres, pendant le couronnement de la reine Victoria (1839)

Avant 1838, seule la pairie participait à un couronnement. Les cérémonies de la journée auraient commencé à Westminster Hall (maintenant rattaché aux chambres du Parlement) et, une fois terminées, les pairs auraient marché ensemble de l'autre côté de la route menant à l'abbaye de Westminster, où ils ont vu le monarque couronné. Cependant, conformément au nouveau plan de Melbourne, les cérémonies traditionnelles à Westminster Hall et la procession à l'abbaye ont été remplacées par deux processions beaucoup plus longues à travers Londres. Victoria a voyagé à l'intérieur du Gold State Coach (également connu sous le nom de Coronation Coach), conçu pour George III en 1762, dans le cadre d'une procession qui comprenait de nombreux autres entraîneurs et d'une escorte de cavalerie,. Selon The Gentleman's Magazine, il s'agissait de la plus longue procession de couronnement depuis celle de Charles II en 1660. Une grande partie du budget a été utilisée pour payer la procession et il n'y a donc pas eu de banquet de couronnement.
L'itinéraire a été conçu pour permettre au plus grand nombre de spectateurs possible de voir le cortège. Il a suivi un itinéraire à peu près circulaire autour du Manoir de Buckingham, devenu Palais, et dont les travaux ont été récemment achevé, après Hyde Park Corner et le long de Piccadilly, St James's Street, Pall Mall, Charing Cross et Whitehall, jusqu'à l'abbaye de Westminster: le voyage a duré une heure. Les processions à destination et en provenance de l'abbaye de Westminster ont été surveillées par une foule sans précédent, de nombreuses personnes ayant voyagé sur les nouveaux chemins de fer vers Londres depuis tout le pays: on estimait que 400 000 personnes étaient arrivées dans la capitale dans les jours précédant l'événement,.
Le couronnement de Guillaume IV, l'oncle de la Reine Victoria, fastueux, a établi une grande partie de l'apparat des couronnements ultérieurs. Le cortège en autocar vers et depuis l'abbaye, qui a eu lieu pour la première fois en 1838, a été répété dans tous les couronnements ultérieurs.

## Cérémonie à l'abbaye de Westminster

### Un couronnement «bâclé»

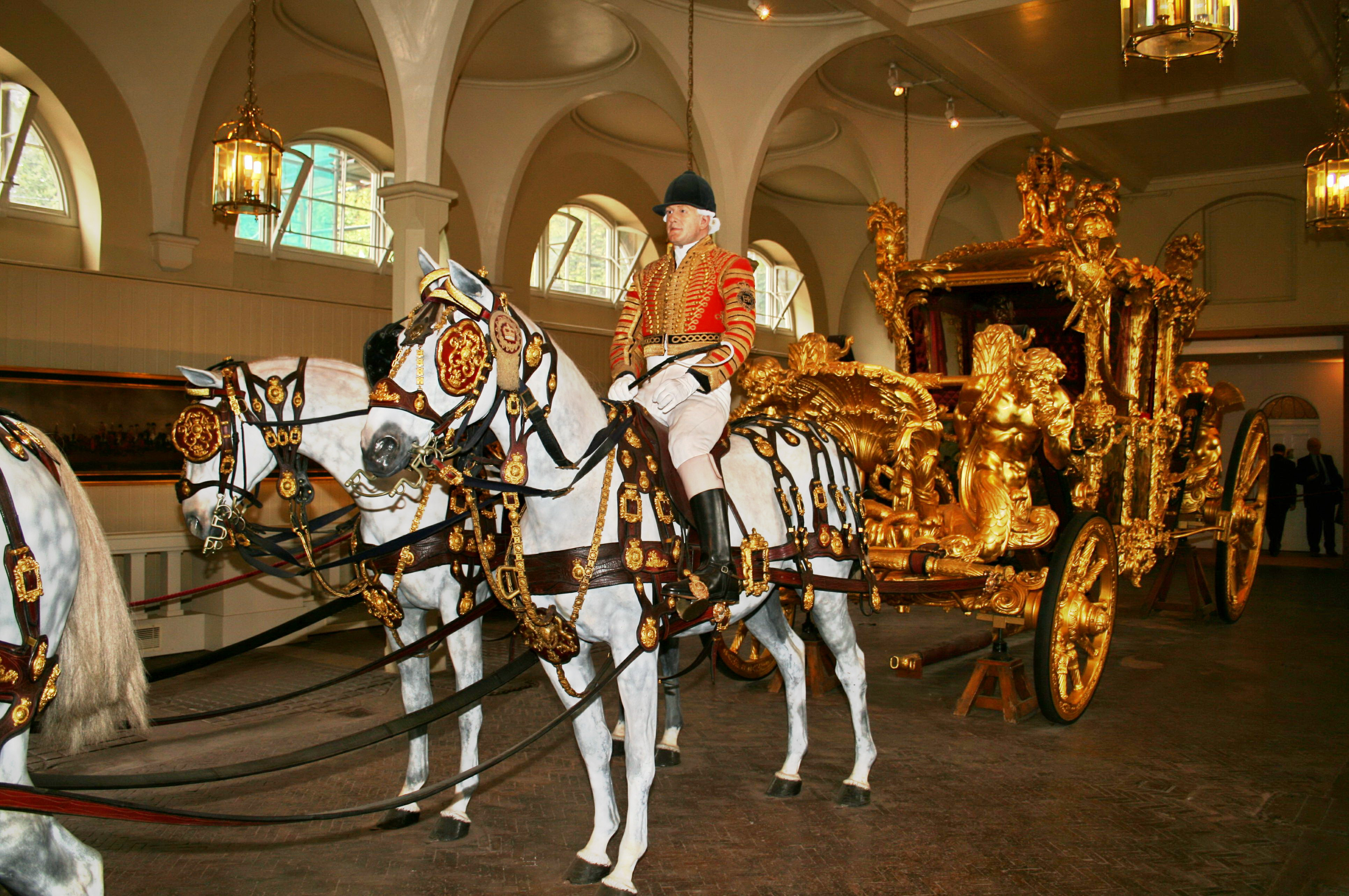
Le Gold State Coach, tiré par huit chevaux, dans le Royal Mews

Selon l'historien Roy Strong, « la cérémonie de 1838 a été le dernier des couronnements bâclés ». Après le couronnement, les historiens ont exploré les textes liturgiques anciens et élaboré un programme structuré. Ils ont redécouvert les rites qui avaient eu lieu lors des couronnements médiévaux, et qui ont ensuite été utilisés pour le couronnement d'Édouard VII en 1902. Le rituel pittoresque du Champion de la Reine chevauchant Westminster Hall en armure complète et lançant son défi a été omis et n'a jamais été relancé ; le champion, Henry Dymoke, a été fait baronnet à la place.
Il y a eu très peu de répétition, avec pour résultat que le jour du cérémonial a été entaché d'erreurs et d'accidents. La Reine, persuadée par Lord Melbourne de visiter l'abbaye la veille au soir, a ensuite insisté sur le fait qu'elle savait alors où aller pendant le service de couronnement. Roy Strong doute qu'elle le sache et cite le commentaire de Greville selon lequel « les différents acteurs du cérémonial étaient très imparfaits de leur côté et avaient négligé de les répéter ». Selon les mots de Benjamin Disraeli, alors un jeune député, les personnes impliquées « étaient toujours dans le doute sur ce qui allait suivre, et vous avez vu le manque de répétition ».
L'ensemble du service a duré cinq heures et a impliqué deux changements de tenue pour la reine. À des moments du service où il n'était pas nécessaire d'être présent au Coronation Theatre (composé du trottoir donnant sur l'autel principal et du passage à niveau), le groupe royal a pu se retirer dans la «Chapelle Saint-Édouard, comme on l'appelle ; mais qui, comme l'a dit Ld Melbourne, ressemblait plus à une chapelle qu'à tout ce qu'il avait jamais vu, car ce qu'on appelait un autel était couvert d'assiettes de sandwichs, de bouteilles de vin, etc.,,.
L'écrivain de théorie sociale Harriet Martineau, qui avait été invitée au couronnement par la reine elle-même, a enregistré une vision sceptique de la journée,. Martineau a enregistré quelques commentaires favorables, mais dans l'ensemble, il a estimé que la cérémonie était « très barbare », « digne uniquement des anciens temps pharaoniques en Égypte » et « offensante... pour le Dieu du XIXe siècle dans le monde occidental ».

### L'accident de Lord Rolle

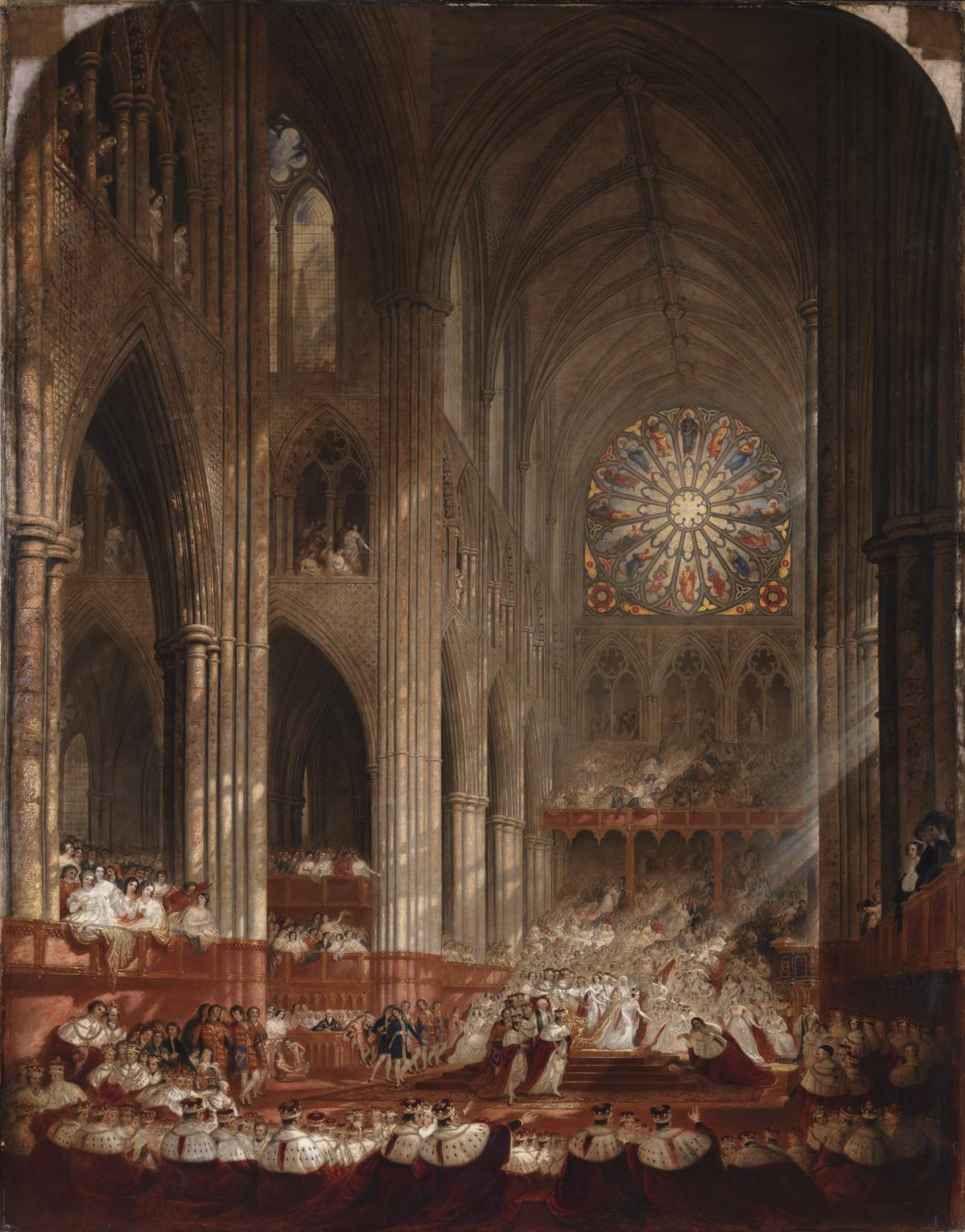
Couronnement de la reine Victoria, par John Martin, représentant la reine s'avançant jusqu'au bord de la plate-forme pour rencontrer Lord Rolle (1839)

Un accident s'est produit que la reine a pu utiliser à son avantage et qu'elle a décrit plus tard dans son journal : 
"Pauvre vieux Ld Rolls, qui a 82 ans, et terriblement infirme, est tombé, en tentant de monter les marches, - a roulé à droite, mais n'a pas été le moins blessé. Lorsqu'il tenta à nouveau de monter les marches, je me dirigeai vers le bord, pour éviter une nouvelle chute"
 La réaction de Charles Greville, qui était présent, était typique du grand public. Il a noté dans son récit que la reine avait descendu quelques marches pour empêcher Rolle d'essayer de les escalader à nouveau. Greville a décrit cela comme « un acte de grâce et de gentillesse qui a fait une grande sensation ». Le moment a été immortalisé par John Martin dans son grand tableau de la cérémonie, et a également été inclus dans le poème de Richard Barham. « Le récit du couronnement de M. Barney Maguire » : 
Puis les trompettes hurlant, et l'orgue jouant,

Et les doux trombones, avec leurs tons argentés ;

Mais lord Rolle roulait ; - c'était une consolation puissante

Dire que sa seigneurie n'a pas brisé ses os !

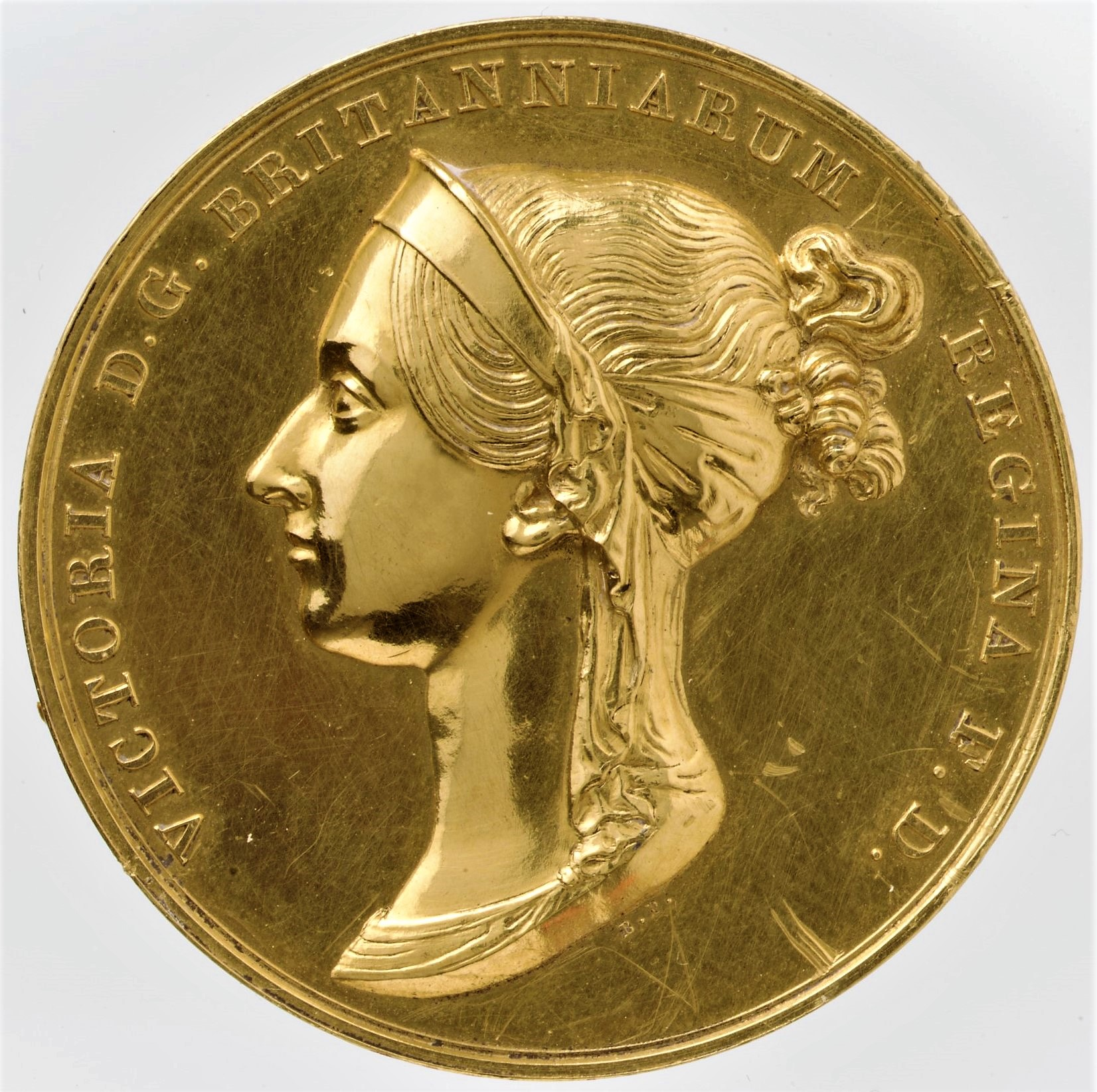
Médaille du couronnement de la Reine de Victoria (1838)

À la fin du service, le trésorier de la maison a lancé la production des médailles de couronnement en argent à la foule, ce qui a provoqué une ruée indigne.

### La musique
Comme d'habitude, des galeries de sièges spéciales ont été érigées pour accueillir les invités. Il y avait un orchestre de 80 joueurs, un chœur de 157 chanteurs et divers orchestres militaires pour les processions à destination et en provenance de l'abbaye,. La qualité de la musique du couronnement n'a rien fait pour dissiper l'impression terne de la cérémonie. Il a été largement critiqué dans la presse, car une seule nouvelle pièce avait été écrite pour l'occasion, et le chœur et l'orchestre étaient perçus comme mal coordonnés.
La musique a été dirigée par Sir George Smart, qui a tenté de diriger les musiciens et de jouer de l'orgue simultanément: le résultat a reçu des jugements sévères de la part de la presse. Les fanfares de Smart pour les trompettistes d'État ont été décrits comme « un mélange étrange de combinaisons étranges » par un journaliste. Smart avait essayé d'améliorer la qualité de la chorale en engageant des solistes professionnels et y avait dépensé 1500 £ (y compris ses propres honoraires de 300 £) : en revanche, le budget pour la musique beaucoup plus élaborée lors du couronnement d’Édouard VII en 1902 était 1 000 £.
Thomas Attwood avait travaillé sur un nouvel hymne de couronnement, mais sa mort trois mois avant l'événement a finalement aboutit à l'annulation de la composition. Le vieux maître de la Musick du roi, Franz Cramer, n'a rien apporté, ce qui a amené The Spectator à se plaindre que Cramer avait été autorisé « à proclamer au monde son incapacité à s'acquitter de la première, et le devoir le plus reconnaissant de sa charge - la composition d'un Hymne du couronnement ». Bien que William Knyvett ait écrit un hymne, « C'est le jour que le Seigneur a fait », il y avait une grande dépendance à la musique de George Frideric Handel : pas moins de quatre de ses pièces ont été jouées, y compris le célèbre chœur Hallelujah — la seule fois qu'il a été chanté lors d'un couronnement britannique.
Tout le monde n'était pas critique. L'évêque de Rochester a écrit que la musique « ... était tout ce qu'elle n'était pas en 1831. C'était impressionnant et contraint tout le monde à se rendre compte qu'ils participaient à un service religieux - pas seulement à un spectacle ».
Les extraits suivants sont tirés du compte rendu des événements de Victoria, qu'elle a écrit dans ses journaux.

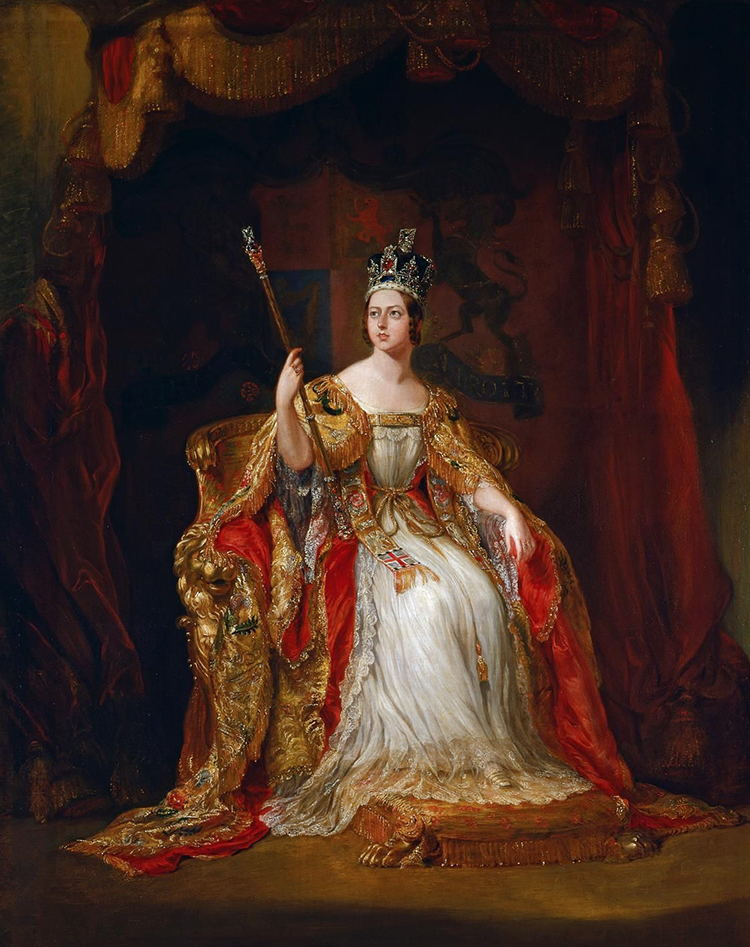
Portrait de couronnement de la reine par Sir George Hayter

## Divertissement public
Avec l'avènement des voyages en train à Londres, environ 400 000 visiteurs sont arrivés pour l'événement. Les parcs, où se trouvaient une grande partie des divertissements du jour du couronnement, ressemblaient à des campements militaires. L'arrivée de tant de personnes, qui avaient commencé à arriver une semaine avant le couronnement, a paralysé la ville. À une occasion, la voiture privée de Victoria a été bloquée à Piccadilly pendant 45 minutes à cause de charrettes tirées par des chevaux qui transportaient des marchandises à Hyde Park pour la foire. Charles Greville a fait remarquer qu'il semblait que la population de Londres avait « soudainement quadruplé ». Le principal divertissement proposé était l'énorme foire de Hyde Park, qui a duré quatre jours. Ailleurs, il y a eu des illuminations dans de nombreux endroits et un feu d'artifice a eu lieu à Green Park la nuit du couronnement. Malgré les protestations radicales dans certaines villes, une grande partie du pays a utilisé la journée comme une occasion pour une célébration, et des événements tels qu'un repas en plein air pour 15 000 personnes sur Parker's Piece à Cambridge ont eu lieu.

## Retour au palais
Dans son journal du 28, la reine a raconté qu'elle était rentrée dans l'entraîneur d'État vers quatre heures et quart et qu'elle était retournée au palais de Buckingham par la même route. Elle a décrit la foule comme semblant encore plus grande pour le voyage de retour. Elle est arrivée à la maison juste après six heures et a dîné à huit heures. Après le dîner, elle a regardé les feux d'artifice de Green Park « depuis le balcon de maman ». Lucy Worsley commente que c'était la seule fois dans le dossier de Victoria du jour où sa mère apparaît. Victoria a enregistré qu'elle n'a pas pris de petit déjeuner avant 11h30 le lendemain et, dans l'après-midi, elle a visité la Foire du couronnement à Hyde Park, commentant à quel point elle était occupée par « toutes sortes d'amusements ».
Le couronnement de Victoria, à la suite de celui de son oncle et prédécesseur, Guillaume IV, le 8 septembre 1831, fut le dernier des trois au XIXe siècle. Au moment de sa mort le 22 janvier 1901, âgée de 81 ans, elle était le monarque britannique le plus ancien, son record étant battu par Elizabeth II en septembre 2015. Le couronnement suivant, le premier des quatre au XXe siècle, fut celui du fils et successeur de Victoria, Édouard VII, le samedi 9 août 1902.

## Joyaux de la Couronne et robes de couronnement

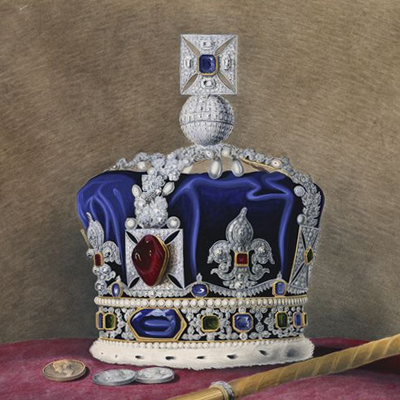
La couronne faite pour la reine Victoria

Depuis le couronnement de Charles II, la couronne de Saint-Édouard avait été utilisée à l'apogée de la cérémonie, mais il était prévu que sa taille et son poids (5 lb) seraient trop grands pour être supportés par Victoria, et donc une couronne d'État impériale plus petite était faite pour elle par les Crown Jewelers Rundell, Bridge &amp; Co., en utilisant un total de 3 093 pierres précieuses. Ceux-ci comprenaient le Rubis du Prince noir (un spinelle), placé sur la croix pattée avant ; la croix en haut était sertie d'une pierre connue sous le nom de saphir de St Edward, un bijou tiré de l'anneau (ou peut-être de la couronne) d'Edward le confesseur. Victoria portait le diadème d'État George IV dans le cortège de retour.
La couronne de couronnement de Victoria a été gravement endommagée lors d'un accident survenu lors de l'ouverture du Parlement en 1845. Les pierres ont ensuite été retirées: le cadre doré vide est actuellement exposé dans la Martin Tower de la Tour de Londres. Les gemmes ont été ensuite remontées dans une nouvelle couronne plus légère pour le couronnement de George VI en 1937 par Garrard & Co. Limited.
Pour le voyage à l'abbaye de Westminster, Victoria portait une robe en velours cramoisi sur une robe en satin blanc rigide avec des broderies dorées. Le train de sa robe était extrêmement long et a été décrit plus tard par sa demoiselle d'honneur, Wilhelmina Stanhope, comme « un appendice très lourd ». La maîtresse des robes était Harriet, duchesse de Sutherland. Après avoir été proclamée reine par l'assemblée de l'abbaye, Victoria se retira dans une salle de vol spéciale où elle remplaça la cape cramoisie par une robe de lin blanche plus claire garnie de dentelle. Portant cela, elle est retournée à l'abbaye pour la présentation des joyaux de la couronne. Les robes de couronnement de la reine, ainsi que sa robe de mariée et d'autres articles, restent dans la collection royale et sont conservées au palais de Kensington. Elle portait à nouveau les robes dans le portrait de Franz Xaver Winterhalter de 1859 et lors de son jubilé d'or en 1887. Une statue de marbre la montrant en 1838 a été placée dans les jardins de Kensington près du palais.

## Invités royaux
- La duchesse de Kent et Strathearn, la mère de la reine
  - Le prince de Leiningen, demi-frère de la reine
- Le duc de Sussex, l'oncle de la reine
- Le duc et la duchesse de Cambridge, l'oncle et la tante de la reine
  - Prince George de Cambridge, cousin germain de la reine
  - La princesse Augusta de Cambridge, cousine germaine de la reine
- La princesse Augusta Sophia, la tante de la reine
- La duchesse de Gloucester et d'Édimbourg, la tante de la reine
- Le duc de Saxe-Cobourg et Gotha, l'oncle de la reine
- Le comte de Munster, cousin germain de la reine
- Le prince de Schleswig-Holstein-Sonderburg-Glücksburg, cousin au troisième degré de la reine
- Le duc de Nassau, cousin au troisième degré de la reine
- Le duc de Nemours (représentant le roi des Français)
- Prince Ernest Frederick de Hesse-Philippsthal-Barchfeld (représentant le Landgrave de Hesse-Philippsthal-Barchfeld)
- Le Prince de Ligne (représentant le Roi des Belges)